# Ixtab
Ixtab (littéralement « Femme à la corde » ) était dans la religion maya la déesse du suicide, selon Diego de Landa. Dans la société maya yucatèque, le suicide par pendaison était dans certaines circonstances considéré comme une mort honorable. Ixtab était censée guider l'âme des suicidés vers le paradis, ce qui en faisait un psychopompe. La seule représentation connue de cette déesse est une illustration dans le codex Dresde, et les spécialistes pensent que cette image pourrait représenter autre chose[réf. nécessaire].

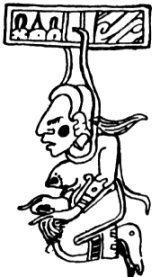
Ixtab (?), Codex Dresden.